# Бело-Поле (Видинская область)
Бело-Поле (болг. Бело поле) — село в Болгарии. Находится в Видинской области, входит в общину Ружинци. Население составляет 886 человек.
В селе есть основная школа имени святых Кирилла и Мефодия.